# Нурмамбет, Ахмет
Ахмет Нурмамбет (рум. Ahmet Nurmambet; 1893, Куджир, Австро-Венгрия — 1953, Меджидия, Румыния) — офицер румынской армии, отец известной исполнительницы народной музыки Кадрие Нурмамбет.

## Биография
Родился в 1893 году в татарской семье. Его дядя, полковник Рефик Кадир, направил его на путь военной карьеры, и в 1900 году он уже учился в средней военной школе в Яссах. После окончания университета в 1909 году поступил на военную службу в звании младшего лейтенанта кавалерии.
В Первой мировой войне служил в конном подразделении 12-го Рошиорского полка, сражаясь на фронте в битвах при Оитузе и Мэрэшешти.
После войны, в связи с реорганизацией сухопутных войск Румынии в 1920-х годах, его полк присоединился к 40-му пехотному полку 9-й пехотной дивизии, который первоначально дислоцировался в Констанце, но позже был переведён в Базаржик (ныне город Болгарии, носящий название Добрич), где познакомился с Пакизе из Каварны. Они поженились в 1931 году, и у них родилось двое детей: Кадрие и Дженгиз. Когда в начале Второй мировой войны в 1940 году Румыния передала Южную Добруджу Болгарии, Ахмет был назначен командиром гарнизона в Меджидии, куда переехал со своей семьёй.
Был награждён боевыми орденами и медалями. 
Умер в 1953 году.